# Liste kurdischer Reiche und Fürstentümer

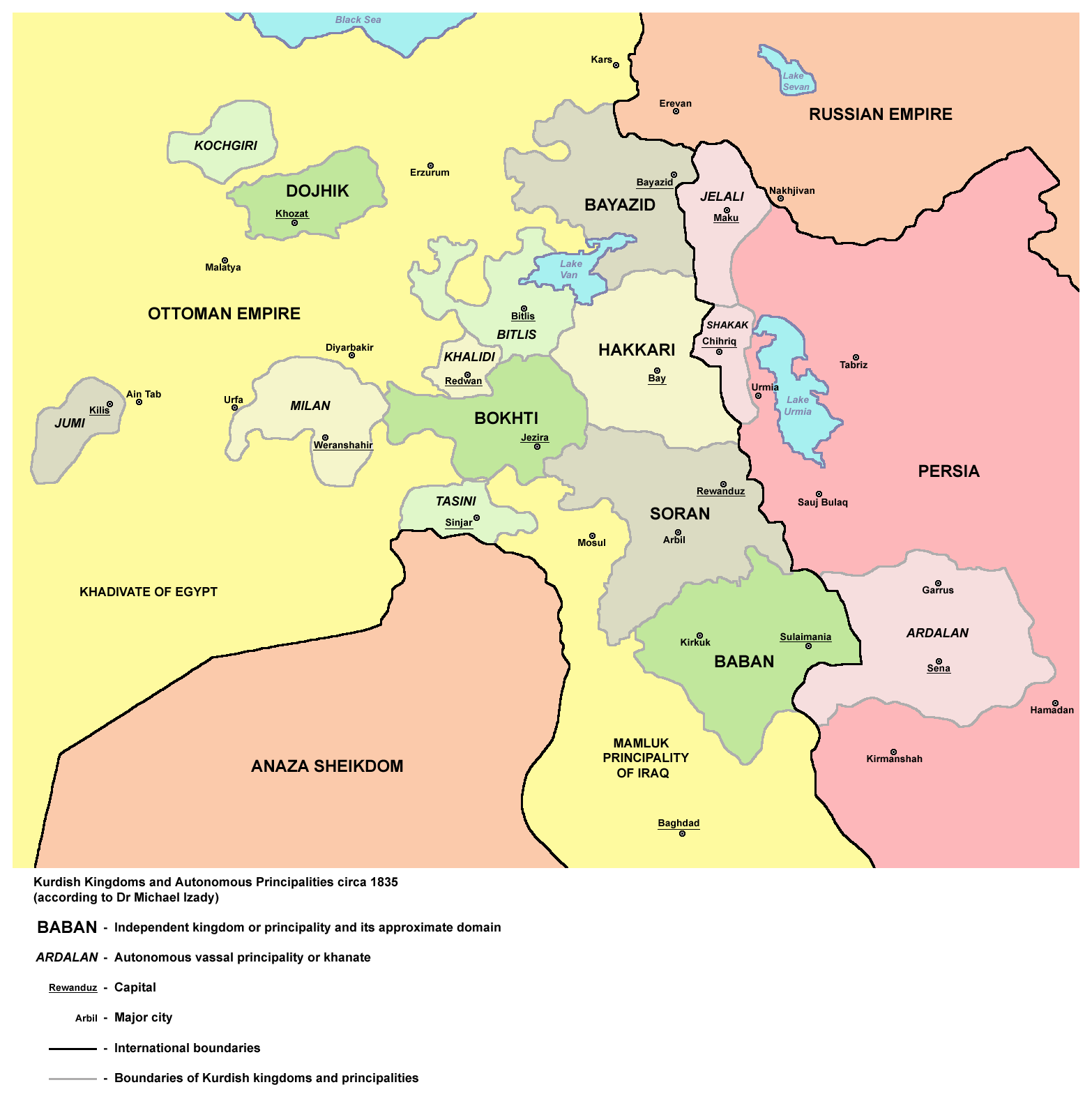
Kurdische Fürstentümer Mitte des 19. Jahrhunderts nach Mehrdad Izady

Unter der Liste kurdischer Reiche und Fürstentümer finden sich unabhängige kurdische Reiche in alphabetischer Reihenfolge.

## Reiche

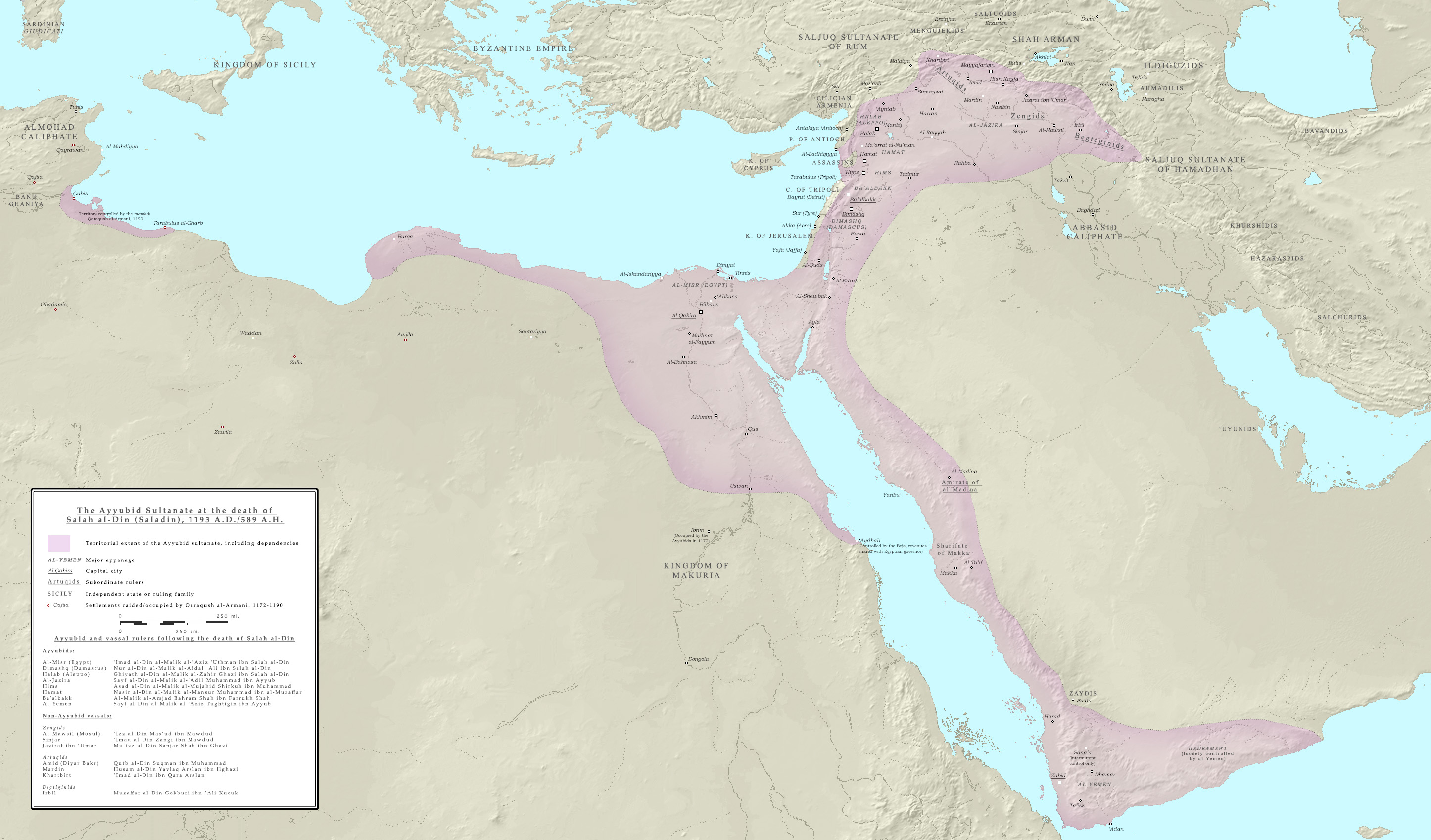
Ayyubiden Reich im Jahre 1193 im Konflikt zu den Kreuzrittern

- Annaziden 990 bis 1117 (West Iran, Irak)
- Ayyubiden 1171 bis 1341 (Ägypten, Mesopotamien, Jemen)
- Hasanwayhiden 10. bis 11. Jahrhundert (West Iran, Schahrazor)
- Korschididen[1] 1187 bis 1597 (West Iran)
- Hazaraspiden 1148 bis 1424 (West Iran)
- Marwaniden 990 bis 1085 (Ostanatolien, Mossul)
- Zand-Dynastie 1750 bis 1794 (heutige Iran)

## Fürstentümer
- Ardalan 14. Jahrhundert bis 1868
- Baban 1649 bis 1850
- Badinan 1200 bis 1919
- Bitlis 1182 bis 1847
- Botan 8. Jahrhundert bis 1847
- Donboli (Khoy)
- Hakkâri 14. Jahrhundert bis 1867
- Mokryan
- Rawadiden 10. bis 13. Jahrhundert
- Schaddadiden 951 bis 1174
- Sadakiya 770 bis 828
- Soran 15. Jahrhundert bis 1850

## 20. und 21. Jahrhundert gegründete Entitäten
- Königreich Kurdistan 1922 bis 1924
- Rotes Kurdistan 1923 bis 1929
- Republik Ararat 1927 bis 1931
- Republik Mahabad 1946
- Autonome Region Kurdistan 1970 bis heute
- Rojava 2012 bis heute